# 童第德
童第德（1893年—1969年4月23日），字藻孫，名第德，又字次布，号惜道，男，浙江鄞县人，中国近代文史学者、书法家。中国克隆之父童第周的次兄。

## 生平
生于大清浙江省宁波府鄞县塘溪镇童村，今为鄞州区。先祖为银台第童氏。为中国克隆之父童第周的次兄。
1989年，就学于其父创办的私塾。1912年，就读于浙江省立第四中学，当时位于宁波鄞县，前身为清朝宁波府中学堂。1917年，毕业于国立北京大学文科中国文学门。在北大学习期间，师从国学大师章太炎、黄侃、马一浮等，专攻训诂学。亦曾在燕京大学学习。
毕业后，先后在浙江省立第四师范学校（今宁波中学）、宁波效实中学、宁波甲种工业学校担任国文教师。后任南京国民政府交通部、邮电部秘书，国民政府议员。1949年后，赴北京担任中华书局编审。
是中华人民共和国建国初北京著名书法家。时人称“北有孙墨佛，南有童弟德”。
1969年4月23日，逝世于北京。

## 代表著作
对唐朝文学家韩愈颇有研究。
- 《韩集校诠》，中华书局1986年首版上下册，是研究韩愈的权威著作[1]。书坛泰斗沙孟海题写书名[4]。《韩集校诠》是童第德花费30年时间心力所成韩愈研究的集大成之作[4]。
- 《韩愈文选》，人民文学出版社，1980年首版。

## 家庭
童氏兄弟五人，和鄞县沙氏（沙孟海家族）兄弟五人近世互为通家。
- 兄童第錦，字葵孫，人称葵孫先生，学者。
- 弟童第國，字鄉孫，银行家。
- 弟童第周，字蔚孫，中国著名生物学家、克隆之父，中央研究院、中国科学院院士。全国政协副主席。
- 弟童第肅，字壯孫，水利学家，治淮工程总工程师。

童第德有四子：
- 长子童祖安，化学家。
- 次子童祖模，化工专家、中国石油化工总公司高级工程师。
- 三子童祖楹，机械学家，上海交通大学机械系教授。
- 四子童祖康，机电学家，原上海电力修造总厂副总工程师。